# Hoboksar
Hoboksar (chiń. 和布克赛尔蒙古自治县; pinyin: Hébùkèsài’ěr Měnggǔ Zìzhìxiàn; ujg. قوبۇقسار موڭغۇل ئاپتونوم ناھىيىسى, Qobuqsar Mongghul Aptonom Nahiyisi; mong. ᠬᠣᠪᠣᠭᠰᠠᠶᠢᠷ ᠮᠣᠩᠭᠣᠯ ᠥᠪᠡᠷᠲᠡᠭᠡᠨ ᠵᠠᠰᠠᠬᠤ ᠰᠢᠶᠠᠨ, Qoboɣsayir Mongɣol Öbertegen ǰasaqu Siyan; kaz. قوبىقسارى موڭعۇل اۆتونوميالى اۋدانى, Qobıqsarı Moñğul Avtonomyalı Awdanı) – mongolski powiat autonomiczny w północno-zachodnich Chinach, w regionie autonomicznym Sinciang, w prefekturze Tacheng. W 2000 roku liczył 57 775 mieszkańców.